# أداموز
بلدية الدَّاموس أو الديموس (نقحرة: أداموز) (بالإسبانية: Adamuz)‏، هي إحدى بلديات مقاطعة قرطبة إحدى مقاطعات إسبانيا، والتي تقع في منطقة الأندلس جنوب إسبانيا.
يبلغ عدد سكانها 4.469 نسمة وفقاً لإحصائية سنة (2007).